# Paul Spitzkopf
Paul Spitzkopf-Urban, Paul Spitzkopf senior (daty urodzin i śmierci nieznane) – przewodnik tatrzański pochodzenia spiskoniemieckiego.
Towarzyszył w pierwszych wejściach szczytowych taternikom różnych narodowości. Z Karolem Englischem dotarł na Wielkie i Pośrednie Solisko (I wejście, 1903), z Károlyem Jordánem na Pośrednią Grań (I wejście zimowe, 1904), a z Januszem Chmielowskim na Gerlach (I wejście zimowe, 1905). W 1907 r. uczestniczył w pierwszym przejściu Batyżowieckiej Grani.
Paul Spitzkopf należał do rodziny Spitzkopfów, spośród której wielu przedstawicieli jest autorami pierwszych przejść w Tatrach. Wiadomości o rodzinie zachowały się mniej więcej od połowy XIX wieku. Najbardziej znany był Martin Spitzkopf, zdobywca Gerlacha z 1834 r. Ok. 1875 r. do przewodników należeli: Matthias (alter Schmied), Paul, Andreas i Johann, później byli nimi także Paul junior, Paul senior (obaj z przydomkiem Urban), Jakob i Walter Spitzkopfowie.